# Octopus taganga
Octopus taganga is een inktvissensoort uit de familie van de Octopodidae. De wetenschappelijke naam van de soort werd voor het eerst geldig gepubliceerd in 2016 door Guerrero-Kommritz en Camelo-Guarin.